# Sarah McCoy (romancière)
Sarah McCoy la romancière américaine Ne doit pas être confondue avec Sarah McCoy la musicienne, pianiste, auteur-compositeur Américaine .
Pour les articles homonymes, voir Sarah McCoy et McCoy.
Sarah McCoy, née en 1980, est une romancière américaine.
Elle est fille de militaire et à beaucoup déménager durant son enfance. Elle a également habité en Allemagne où elle va encore souvent en vacances.
Aujourd'hui elle habite au Texas

## Romans
- Un goût de cannelle et d'espoir, Les Escales, 2014 (The Baker's Daughter), trad. Anath Riveline, également paru sous le titre La bonne étoile d'Elsie aux éditions France Loisirs.
- Un parfum d'encre et de liberté, Michel Lafon, 2016 (The Mapmaker's Children), trad. Anath Riveline.
- Le souffle des feuilles et des promesses, Michel Lafon, 2017 (Proof of Providence), trad. Anath Riveline.
- Le bruissement du papier et des désirs, Michel Lafon, 2019 (Marilla of Green Gables), trad. Anath Riveline. Fan-fiction du roman Anne… la maison aux pignons verts (Anne of Green Gables en version originale), centrée sur Marilla, un personnage secondaire du roman d'origine.